# زاگورنگک (استان لوبلین)
زاگورنگک (به لهستانی:  Zagórnik) یک روستا در لهستان است که در گمینا دوبینکا واقع شده‌است.